# Гидрофосфат свинца(II)
Гидрофосфа́т свинца́(II) — неорганическое соединение,
кислая соль металла свинца и ортофосфорной кислоты
с формулой PbHPO4,
бесцветные кристаллы,
не растворяется в воде.

## Физические свойства
Гидрофосфат свинца(II) образует бесцветные кристаллы
моноклинной сингонии, пространственная группа P 2/c или P c, параметры ячейки a = 0,46838 нм, b = 0,66451 нм, c = 0,57817 нм, β = 97,138°, Z = 2

Не растворяется в воде, р ПР = 11,46.
При температуре 35 °C (или 37 °C) в соединении происходит фазовый переход ферроэлектрик↔параэлектрик.